# Kownacica
Kownacica – wieś sołecka w Polsce, położona w województwie mazowieckim, w powiecie garwolińskim, w gminie Sobolew, nad rzeką Promnik.
| SIMC    | Nazwa | Rodzaj    |
| ------- | ----- | --------- |
| 0688344 | Osowe | część wsi |

W latach 1975–1998 wieś administracyjnie należała do województwa siedleckiego.
W 2007 r. odkryto tu ślady osady sprzed 4-5 tys. lat (liczne skorupy ręcznie lepionych naczyń glinianych oraz krzemienne narzędzia codziennego użytku, m.in. siekiery, noże, skrobacze do wyprawiania skór.
Wierni Kościoła rzymskokatolickiego należą do parafii Trójcy Świętej w Gończycach.